# عائشة خاتون (زوجة سليم الأول)
عائشة خاتون (بالتركية: Ayşe Hatun)‏ (المولودة 1476 - وفاة 1539)، ابنة منلي جيراي الأول. تزوجت أولا بمحمود ابن بايزيد الثاني، ثم بعد وفاته تزوجت أخاه السلطان سليم الأول في 1511م عندما كان لايزال أميراً . وهي والدة كل من بيخان سلطان، حفيظة سلطان، و شاه سلطان.